# Aleksandr Syomin
Aleksandr Syomin (en ruso: Александр Васильевич Сёмин; Bakú, 9 de agosto de 1943-Moscú, 14 de octubre de 2016) fue un futbolista azerí que jugaba en la demarcación de defensa.

## Selección nacional
Jugó un partido en calidad de amistoso con la selección de fútbol de la Unión Soviética. Se celebró el 16 de junio de 1968 después de que el seleccionador Mijaíl Yakushin le convocase y le pusiera el brazalete de capitán. Jugó contra Austria, finalizando el encuentro con un resultado de 3-1 a favor del combinado soviético tras los goles de Georgiy Vyun, Mikhail Gershkovich y Kakhi Asatiani por parte de la Unión Soviética, y de Erich Hof por parte de Austria.

## Clubes
| Club              | País       | Año         | Partidos | Goles |
| ----------------- | ---------- | ----------- | -------- | ----- |
| Neftchi Baku PFC  | Azerbaiyán | 1963 - 1964 | 6        | 0     |
| FC Kairat         | Kazajistán | 1965        | 7        | 0     |
| FC Ararat Yerevan | Armenia    | 1966        | 35       | 4     |
| Neftchi Baku PFC  | Azerbaiyán | 1967 - 1972 | 77       | 0     |